# Carlota Olcina i Luarna

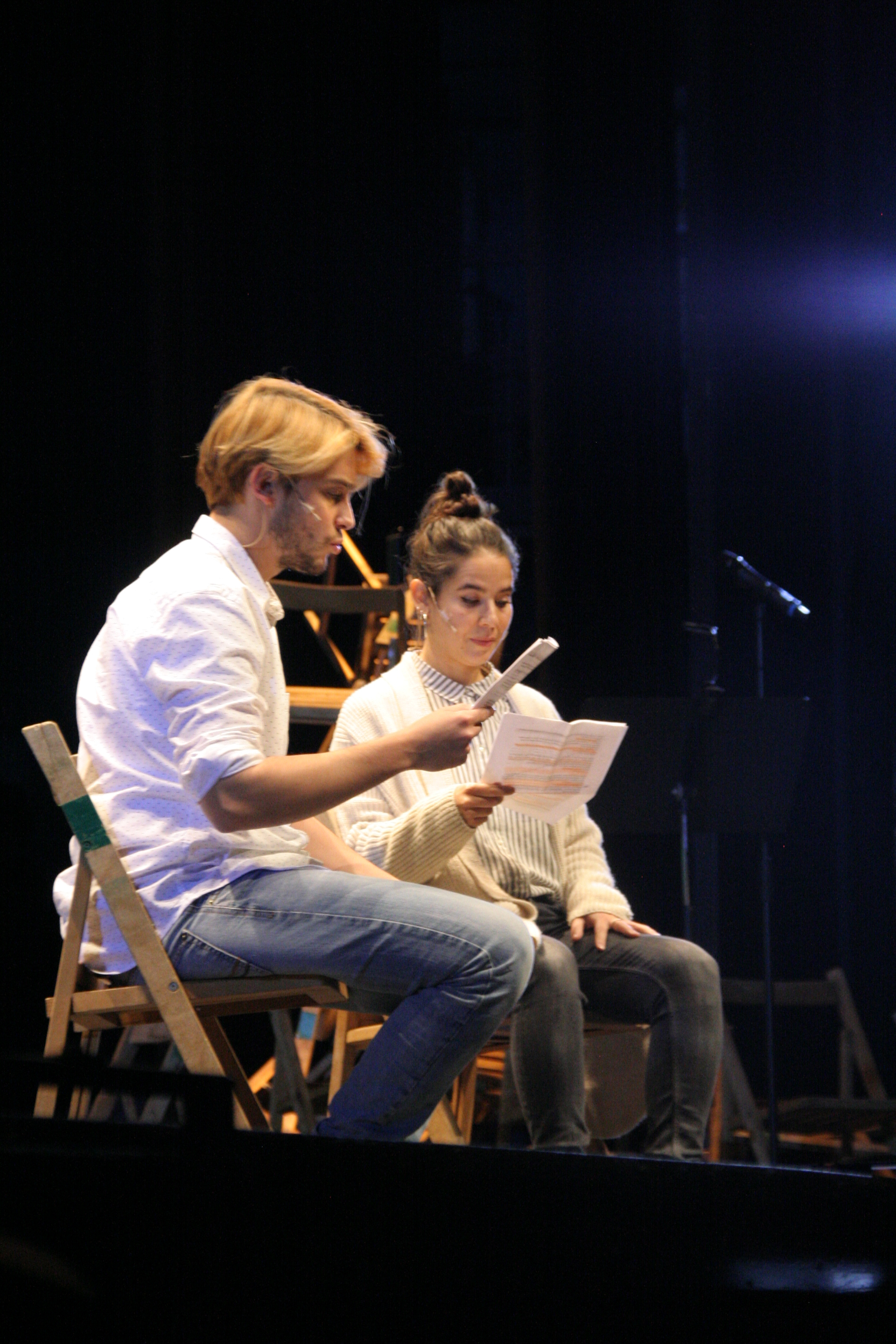
Carlota Olcina amb Bernat Quintana

Carlota Olcina i Luarna (Sabadell, 21 de juny de 1983) és una actriu catalana que combina teatre, cinema i televisió.

## Biografia
Va néixer al barri de la Creu de Barberà i va estudiar a l'Escola Nostra Llar i educació secundària a l'Institut Escola Industrial, Ramar i Institut Pau Vila. Als 12 anys va fer un càsting i la van seleccionar per actuar en una pel·lícula del director basc Víctor Erice que no es va acabar rodant. Als 14 anys es va apuntar a l'Escola Memory de Barcelona, on va aprendre teatre, música i dansa. Un any més tard va entrar al teatre professional amb Bernadeta Xoc i amb 16 anys ja va començar a aparèixer a Laberint d'ombres, sèrie de Televisió de Catalunya que passava a Sabadell.
Com a actriu professional, ha fet cinema, televisió i teatre, tant a Barcelona com a Madrid.

## Filmografia

### Cinema
- Mi dulce com a Chica 1 (2001).
- El legado com a Inés (2004).
- Salvador com a Carme (2006).
- Olalla, the shortfilm com a Olalla (2006.

### Televisió
- Laberint d'ombres com a Judith (1999).
- TV- movie Valèria com a Olga (2001).
- El comisario com a Alejandra Rosón Espinosa en dos capítols (2002).
- Artemisia Sánchez com a Teresa (2007-2008).[4]
- El cor de la ciutat com a Núria Vidal (2000-2009).
- Amar en tiempos revueltos com a Teresa García (2008-2010) 4a i 5a temporada; (2011) 2 episodis de la 6a temporada, i (2012) diversos episodis de la 7a temporada.
- La muerte a escena (Especial Amar en tiempos revueltos), com a Teresa García (2011).
- Gran Reserva. El origen (2013) com a Manuela Matute.
- Los misterios de Laura (2014) com a Alexandra “Álex“.
- Seis hermanas (2015) com a Petra Fuentes.
- Nit i Dia (2016) com a Clara Salgado.
- Merlí (2017-2018) com a Silvana
- Com si fos ahir (2021 - com a Cristina

## Teatre
- Bernardeta Xoc, dirigida per Magda Puyo (1999).
- Terra baixa, d'Àngel Guimerà, dirigida per Ferran Madico (2000).
- Dissabte, diumenge, dilluns, d'Eduardo de Filippo, dirigida per Sergi Belbel (2002).
- Almenys no és Nadal, de Carles Alberola, dirigida per Tamzin Townsend (2003).
- Panorama des del pont, d'Arthur Miller, dirigida per Rafel Duran (2006).
- L'agressor, de Thomas Jonigk, dirigida per Carme Portaceli (2006).
- Fairy, dirigida per Carme Portaceli (2007).
- Carta d'una desconeguda, de Stefan Zweig, dirigida per Fernando Bernués. (2007-2008).
- Què va passar quan Nora va deixar el seu marit o Els pilars de les societats, de Elfriede Jelinek, dirigida per Carme Portaceli (2008).
- Romeo i Julieta de Shakespeare, dirigida per Marc Martínez (2011).
- Dansa d'agost, dirigida per Ferran Utzet (2016)
- Classe, de Iseult Golden i David Horan, dirigida per Pau Carrió. (2021).
- La trena, de Laetitia Colombani, dirigida per Clara Segura. (2022).

## Premis i reconeixements
- Premi Butaca de 2019 a la millor actriu de repartiment a L'habitació del costat[5]